# Zbigniew Kruszewski
Zbigniew Paweł Kruszewski (ur. 31 maja 1949 w Płocku) – polski polityk, inżynier mechanik, senator IV i V kadencji, poseł na Sejm VI kadencji.

## Życiorys
Ukończył studia na Wydziale Samochodów i Maszyn Roboczych Politechniki Warszawskiej, od 1973 pracuje w Ośrodku Naukowo-Dydaktycznym Politechniki Warszawskiej w Płocku. W 1980 uzyskał stopień doktora w Instytucie Budownictwa, Mechanizacji i Elektryfikacji Rolnictwa w Warszawie, następnie habilitował się. Obok specjalności naukowej – mechaniki układu pojazd-teren – zajmuje się problematyką organizacji i pedagogiki w niepaństwowym szkolnictwie wyższym. W 1991 był w gronie założycieli Zespołu Oświatowo-Konsultacyjnego „Profesor”, który organizował szkoły niepaństwowe w Polsce, m.in. Szkołę Wyższą im. Pawła Włodkowica w Płocku. Pełnił w tej uczelni funkcję kanclerza (od 1994 do 2007). We wrześniu 2007 objął stanowisko rektora. Objął funkcję prezesa Towarzystwa Naukowego Płockiego. 10 października 2007 został wybrany na przewodniczącego rady Towarzystw Naukowych przy Prezydium Polskiej Akademii Nauk.
Autor ponad 100 prac naukowych, jest rzeczoznawcą ds. techniki samochodowej, ruchu drogowego i maszyn rolniczych w Polskim Związku Motorowym i Stowarzyszeniu Inżynierów i Techników Mechaników Polskich.
Członek Sojuszu Lewicy Demokratycznej, wchodzi w skład władz lokalnych i krajowych partii. W latach 1997–2005 przez dwie kadencje pełnił mandat senatora (z województwa płockiego, następnie okręgu płockiego), od 2001 był wiceprzewodniczącym Komisji Emigracji i Polaków za Granicą. W 2005 i 2007 bez powodzenia kandydował w wyborach parlamentarnych.
5 maja 2010 objął mandat posła VI kadencji w miejsce Jolanty Szymanek-Deresz, która zginęła w katastrofie polskiego Tu-154 w Smoleńsku. W 2011 nie ubiegał się o reelekcję.
Odznaczony Krzyżem Kawalerskim Orderu Odrodzenia Polski (2015) i Złotym Krzyżem Zasługi (1995).
Jest żonaty (żona Jolanta), ma dwoje dzieci (syna Tomasza i córkę Małgorzatę).